# Asynapteron glabriolum
Asynapteron glabriolum är en skalbaggsart som först beskrevs av Bates 1872.  Asynapteron glabriolum ingår i släktet Asynapteron och familjen långhorningar.
Artens utbredningsområde är:
- Costa Rica.
- Honduras.
- Nicaragua.
- Venezuela.

Inga underarter finns listade.